# A Bob szereti Abisholát epizódjainak listája
Ez a cikk a Bob szereti Abisholát című sorozat epizódjait listázza.

## Évados áttekintés
| Évad | Évad | Epizódok | Eredeti sugárzás     | Eredeti sugárzás  | Eredeti adó | Magyar sugárzás      | Magyar sugárzás      | Magyar adó     |
| Évad | Évad | Epizódok | Évadpremier          | Évadfinálé        | Eredeti adó | Évadpremier          | Évadfinálé           | Magyar adó     |
| ---- | ---- | -------- | -------------------- | ----------------- | ----------- | -------------------- | -------------------- | -------------- |
|      | 1    | 20       | 2019. szeptember 23. | 2020. április 13. | CBS         | 2021. január 4.      | 2021. január 29.     | Comedy Central |
|      | 2    | 18       | 2020. november 16.   | 2021. május 17.   | CBS         | 2021. szeptember 6.  | 2021. szeptember 29. | Comedy Central |
|      | 3    | 22       | 2021. szeptember 20. | 2022. május 23.   | CBS         | 2022. szeptember 17. | 2022. október 22.    | Comedy Central |
|      | 4    | 22       | 2022. szeptember 19. | 2023. május 22.   | CBS         | 2023. október 14.    | 2023. november 12.   | Comedy Central |
|      | 5    | 13       | 2024. február 12.    | 2024. május 6.    | CBS         | 2024. november 16.   | 2024. december 28.   | Comedy Central |

## 1. évad (2019-2020)
| Sor. | Év. | Cím                                                                                 | Rendező              | Író | Premier                              | Nézettség   |
| ---- | --- | ----------------------------------------------------------------------------------- | -------------------- | --- | ------------------------------------ | ----------- |
| 1.   | 1.  | Zokniban utazom (Pilot)                                                             | Beth McCarthy-Miller | Chuck Lorre & Eddie Gorodetsky & Al Higgins & Gina Yashere                                                 | 2019. szeptember 23. 2021. január 4. | 5,89 millió |
| 2.   | 2.  | A nigériaiak nem csinálnak haszontalan dolgokat (Nigerians Don't Do Useless Things) | Beth McCarthy-Miller | Chuck Lorre & Al Higgins & Gina Yashere                                                                    | 2019. szeptember 30. 2021. január 5. | 5,36 millió |
| 3.   | 3.  | Egy madár hiába szeret halat (A Bird May Love a Fish)                               | Beth McCarthy-Miller | Chuck Lorre & Al Higgins & Gina Yashere                                                                    | 2019. október 7. 2021. január 6.     | 5,30 millió |
| 4.   | 4.  | Szögletes húspogácsa, kerek zsemle (Square Hamburger, Round Buns)                   | Beth McCarthy-Miller | Történet: Chuck Lorre & Al Higgins & Gina Yashere Tévéjáték: Carla Filisha & Gloria Bigelow & Marla DuMott | 2019. október 14. 2021. január 7.    | 4,87 millió |
| 5.   | 5.  | Virgonc vakond (Whacking the Mole)                                                  | Beth McCarthy-Miller | Történet: Al Higgins & Gina Yashere Tévéjáték: Chuck Lorre & Matt Ross                                     | 2019. október 21. 2021. január 8.    | 5,27 millió |
| 6.   | 6.  | Spenótos hal egy steak house-ban (Ralph Lauren and Fish)                            | Beth McCarthy-Miller | Történet: Chuck Lorre & Al Higgins Tévéjáték: David Goetsch & Gina Yashere                                 | 2019. október 28. 2021. január 11.   | 5,71 millió |
| 7.   | 7.  | Szívós, mint egy ipari mosógép (Tough Like a Laundromat Washing Machine)            | Beth McCarthy-Miller | Történet: Chuck Lorre & Al Higgins & Gina Yashere Tévéjáték: Matt Ross                                     | 2019. november 4. 2021. január 12.   | 5,62 millió |
| 8.   | 8.  | Beszívott szamarak (Useless Potheads)                                               | Beth McCarthy-Miller | Történet: Chuck Lorre & Al Higgins Tévéjáték: Matt Ross & Gina Yashere & Ibet Inyang                       | 2019. november 18. 2021. január 13.  | 6,02 millió |
| 9.   | 9.  | Miért csókoljon békát, ha itt egy herceg? (We Were Beggars, Now We Are Choosers)    | Beth McCarthy-Miller | Történet: Chuck Lorre & Al Higgins & Gina Yashere Tévéjáték: Matt Ross & Carla Filisha & David Goetsch     | 2019. november 25. 2021. január 14.  | 5,65 millió |
| 10.  | 10. | Fagylalt reggelire (Ice Cream for Breakfast)                                        | Beth McCarthy-Miller | Történet: Chuck Lorre & Al Higgins Tévéjáték: Dave Goetsch & Matt Ross & Gina Yashere                      | 2019. december 9. 2021. január 15.   | 5,99 millió |
| 11.  | 11. | Ha majd leráztuk e földi bajt (Splitting the Hairs)                                 | Beth McCarthy-Miller | Történet: Chuck Lorre & Al Higgins & Gloria Bigelow Tévéjáték: Carla Filisha & Ibet Inyang & Marla DuMont  | 2019. december 16. 2021. január 18.  | 6,15 millió |
| 12.  | 12. | Megjött a nigériai über (There's My Nigerians)                                      | Beth McCarthy-Miller | Történet: Chuck Lorre & Al Higgins & Gina Yashere Tévéjáték: Dave Goetsch & Carla Filisha & Matt Ross      | 2020. január 6. 2021. január 19.     | 6,66 millió |
| 13.  | 13. | Ők Afrika Kanadája (The Canadians of Africa)                                        | Beth McCarthy-Miller | Történet: Chuck Lorre & Al Higgins & Gina Yashere Tévéjáték: Dave Goetsch & Carla Filisha & Matt Ross      | 2020. január 20. 2021. január 20.    | 6,50 millió |
| 14.  | 14. | Kék nadrágkosztümös nőstényördög (Full-Frontal Dottie)                              | Beth McCarthy-Miller | Történet: Chuck Lorre & Al Higgins & Gina Yashere Tévéjáték: Dave Goetsch & Matt Ross                      | 2020. február 3. 2021. január 21.    | 5,85 millió |
| 15.  | 15. | Nyerni tudunk, ugrándozni nem (Black Ice)                                           | Beth McCarthy-Miller | Történet: Chuck Lorre & Al Higgins & Gina Yashere Tévéjáték: Ibet Inyang                                   | 2020. február 10. 2021. január 22.   | 6,00 millió |
| 16.  | 16. | Heti 20 percet bevállalhatsz (Where's Your Other Wives, Tunde?)                     | Beth McCarthy-Miller | Történet: Chuck Lorre Tévéjáték: Al Higgins                                                                | 2020. február 17. 2021. január 25.   | 6,12 millió |
| 17.  | 17. | A társaság fehér báránya (A Big, White Thumb)                                       | Beth McCarthy-Miller | Történet: Chuck Lorre & Gina Yashere & Carla Filisha Tévéjáték: Matt Ross                                  | 2020. március 9. 2021. január 26.    | 5,81 millió |
| 18.  | 18. | Zoknifeleség (Sock Wife!)                                                           | Beth McCarthy-Miller | Történet: Chuck Lorre & Al Higgins & Gloria Bigelow Tévéjáték: Matt Ross & Dave Goetsch & Gina Yashere     | 2020. március 16. 2021. január 27.   | 6,89 millió |
| 19.  | 19. | Dühös, derült - ugyanaz a fapofa (Angry, Happy, Same Face)                          | Beth McCarthy-Miller | Történet: Chuck Lorre & Gina Yashere & Ibet Inyang Tévéjáték: Matt Ross & Carla Filisha & Marla DuMont     | 2020. április 6. 2021. január 28.    | 6,73 millió |
| 20.  | 20. | Mint két összeragadt aszalt szilva (Randy's a Wrangler)                             | Beth McCarthy-Miller | Történet: Chuck Lorre & Al Higgins & Gina Yashere Tévéjáték: Matt Ross & Dave Goetsch & Carla Filisha      | 2020. április 13. 2021. január 29.   | 6,81 millió |

## 2. évad (2020-2021)
| Sor. | Év. | Cím                                                                            | Rendező              | Író | Premier                                 | Nézettség   |
| ---- | --- | ------------------------------------------------------------------------------ | -------------------- | --- | --------------------------------------- | ----------- |
| 21.  | 1.  | Kicsit macerás, de megéri (On a Dead Guy's Bench)                              | Beth McCarthy-Miller | Történet: Chuck Lorre & Al Higgins & Nathan Chetty Tévéjáték: Gina Yashere & Matt Ross & Ibet Inyang         | 2020. november 16. 2021. szeptember 6.  | 5,22 millió |
| 22.  | 2.  | Párizsba a szerelmeddel mész, nem anyáddal (Paris is for Lovers, Not Mothers)  | Beth McCarthy-Miller | Történet: Chuck Lorre & Gina Yashere & Carla Filisha Tévéjáték: Dave Goetsch & Gloria Bigelow & Marla DuMont | 2020. november 23. 2021. szeptember 7.  | 4,90 millió |
| 23.  | 3.  | Az év üzletembere (Straight Outta Lagos)                                       | Nikki Lorre          | Történet: Al Higgins & Gina Yashere & Matt Ross Tévéjáték: Carla Filisha & Dave Goetsch & Nathan Chetty      | 2020. november 30. 2021. szeptember 8.  | 4,92 millió |
| 24.  | 4.  | A stresszoldó nap (Camp Bananas)                                               | Beth McCarthy-Miller | Történet: Al Higgins & Gina Yashere & Matt Ross Tévéjáték: Ibet Inyang & Marla DuMont & Gloria Bigelow       | 2020. december 7. 2021. szeptember 9.   | 5,28 millió |
| 25.  | 5.  | Mi vagyunk a busz népe (Sleeping Next to an Old Boat)                          | Beth McCarthy-Miller | Történet: Al Higgins & Gina Yashere & Carla Filisha Tévéjáték: Matt Ross & Nathan Chetty & Ibet Inyang       | 2020. december 14. 2021. szeptember 10. | 4,85 millió |
| 26.  | 6.  | Nigériai macska nem kerülgeti a forró kását (A Tight Ass is a Wonderful Thing) | Beth McCarthy-Miller | Történet: Chuck Lorre & Gina Yashere & Marla DuMont Tévéjáték: Matt Ross & Dave Goetsch & Carla Filisha      | 2021. január 4. 2021. szeptember 13.    | 5,63 millió |
| 27.  | 7.  | Én vagyok a másik nő (The Wrong Adebambo)                                      | Kristy Cecil         | Történet: Al Higgins & Matt Ross & Gloria Bigelow Tévéjáték: Dave Goetsch & Gina Yashere & Marla DuMont      | 2021. január 18. 2021. szeptember 14.   | 5,55 millió |
| 28.  | 8.  | Az Úr Tayo-párti (Honest Yak Prices)                                           | Beth McCarthy-Miller | Történet: Al Higgins & Matt Ross & Ibet Inyang Tévéjáték: Gina Yashere & Nathan Chetty & Gloria Bigelow      | 2021. január 25. 2021. szeptember 15.   | 5,96 millió |
| 29.  | 9.  | Douglas, a Mókamester (Tunde the Boy King)                                     | Beth McCarthy-Miller | Történet: Al Higgins & Gina Yashere & Carla Filisha Tévéjáték: Matt Ross & Nathan Chetty & Ibet Inyang       | 2021. február 8. 2021. szeptember 16.   | 5,54 millió |
| 30.  | 10. | Felveszem a lélekbúvár kalapot (The Cheerleader Leader)                        | Beth McCarthy-Miller | Történet: Al Higgins & Gina Yashere & Marla DuMont Tévéjáték: Matt Ross & Nathan Chetty & Ibet Inyang        | 2021. február 22. 2021. szeptember 17.  | 5,56 millió |
| 31.  | 11. | Én nem tinédzsernek neveltem (I Did Not Raise Him to be a Teenager)            | Beth McCarthy-Miller | Történet: Al Higgins & Gina Yashere & Marla DuMont Tévéjáték: Matt Ross & Nathan Chetty & Ibet Inyang        | 2021. március 8. 2021. szeptember 20.   | 5,20 millió |
| 32.  | 12. | Összetartunk, mint a Corleone család (We Don't Rat on Family)                  | Beth McCarthy-Miller | Történet: Al Higgins & Gina Yashere & Matt Ross Tévéjáték: Nathan Chetty & Gloria Bigelow & Carla Filisha    | 2021. március 15. 2021. szeptember 21.  | 5,10 millió |
| 33.  | 13. | Én hajón akarok meghalni (A Big African Bassoon)                               | Beth McCarthy-Miller | Történet: Al Higgins & Gloria Bigelow & Dave Pilson Tévéjáték: Gina Yashere & Ibet Inyang & Marla DuMont     | 2021. április 12. 2021. szeptember 22.  | 4,74 millió |
| 34.  | 14. | Egy öreg, megkeseredett vámpír (A Tough Old Bird)                              | Beth McCarthy-Miller | Történet: Al Higgins & Gina Yashere & Nathan Chetty Tévéjáték: Matt Ross & Carla Filisha & Marla DuMont      | 2021. április 19. 2021. szeptember 23.  | 4,93 millió |
| 35.  | 15. | Az igazi férfi nem hív szerelőt (TLC: Tunde's Loving Care)                     | Beth McCarthy-Miller | Történet: Al Higgins & Gina Yashere & Nathan Chetty Tévéjáték: Gina Yashere & Ibet Inyang & Marla DuMont     | 2021. április 26. 2021. szeptember 24.  | 4,69 millió |
| 36.  | 16. | Nézelődj és falatozz! (Sights and Bites)                                       | Beth McCarthy-Miller | Történet: Al Higgins & Gina Yashere & Ibet Inyang Tévéjáték: Matt Ross & Carla Filisha & Nathan Chetty       | 2021. május 3. 2021. szeptember 27.     | 4,91 millió |
| 37.  | 17. | Egy görbe este a lányokkal (The Devil's Taste Buds)                            | Beth McCarthy-Miller | Történet: Al Higgins & Gina Yashere & Matt Ross Tévéjáték: Carla Filisha & Marla Dumont & Gloria Bigelow     | 2021. május 10. 2021. szeptember 28.    | 4,90 millió |
| 38.  | 18. | Összegyűltünk, mint a Bosszúállók (God Accepts Venmo)                          | Beth McCarthy-Miller | Történet: Al Higgins & Gina Yashere & Chuck Lorre Tévéjáték: Matt Ross & Nathan Chetty & Ibet Inyang         | 2021. május 17. 2021. szeptember 29.    | 5,39 millió |

## 3. évad (2021-2022)
| Sor. | Év. | Cím                                                   | Rendező              | Író | Premier                                   | Nézettség   |
| ---- | --- | ----------------------------------------------------- | -------------------- | --- | ----------------------------------------- | ----------- |
| 39.  | 1.  | Fogd a gyereket és fuss! (Welcome to Lagos)           | Beth McCarthy-Miller | Történet: Al Higgins & Gina Yashere & Matt Ross Tévéjáték: Nathan Chetty & Carla Filisha & Ibet Inyang Beneche      | 2021. szeptember 20. 2022. szeptember 17. | 5,43 millió |
| 40.  | 2.  | A nigériai esküvő (Bowango)                           | Beth McCarthy-Miller | Történet: Al Higgins & Gina Yashere & Marla DuMont Tévéjáték: Matt Ross & Gloria Bigelow & Dave Pilson              | 2021. szeptember 27. 2022. szeptember 17. | 5,49 millió |
| 41.  | 3.  | Kultúrsokk (Dud)                                      | Beth McCarthy-Miller | Történet: Al Higgins & Gina Yashere & Carla Filisha Tévéjáték: Nathan Chetty & Ibet Inyang Beneche & Marla DuMont   | 2021. október 4. 2022. szeptember 18.     | 5,21 millió |
| 42.  | 4.  | Dottie világgá megy (Old Strokey)                     | Beth McCarthy-Miller | Történet: Al Higgins & Gina Yashere & Gloria Bigelow Tévéjáték: Matt Ross & Dave Pilson & Jamarcus Turner           | 2021. október 11. 2022. szeptember 18.    | 5,12 millió |
| 43.  | 5.  | Abishola csajos napja (Greasy Badge of Honor)         | Beth McCarthy-Miller | Történet: Al Higgins & Gina Yashere & Nathan Chetty Tévéjáték: Carla Filisha & Ibet Inyang Beneche & Marla DuMont   | 2021. október 18. 2022. szeptember 24.    | 5,05 millió |
| 44.  | 6.  | A feleségjelölt (The Devil's Throuple)                | Beth McCarthy-Miller | Történet: Al Higgins & Gina Yashere & Dave Pilson Tévéjáték: Nathan Chetty & Gloria Bigelow & Jamarcus Turner       | 2021. november 1. 2022. szeptember 24.    | 4,98 millió |
| 45.  | 7.  | A család melege (Fumble in the Dark)                  | Beth McCarthy-Miller | Történet: Al Higgins & Gina Yashere & Gloria Bigelow Tévéjáték: Matt Ross & Ibet Inyang Beneche & Dave Pilson       | 2021. november 8. 2022. szeptember 25.    | 4,96 millió |
| 46.  | 8.  | Semmi pánik! (Light Duty)                             | Beth McCarthy-Miller | Történet: Al Higgins & Gina Yashere & Dave Pilson Tévéjáték: Carla Filisha & Marla Dumont & Jamarcus Turner         | 2021. november 29. 2022. szeptember 25.   | 4,88 millió |
| 47.  | 9.  | Az anyósi kritika (I'm Not Edsel)                     | Beth McCarthy-Miller | Történet: Al Higgins & Gina Yashere & Kelly Farrell Tévéjáték: Nathan Chetty & Gloria Bigelow & Dave Pilson         | 2021. december 6. 2022. október 1.        | 5,08 millió |
| 48.  | 10. | Gyereknevelési mizéria (Tunde123)                     | Bayo Akinfemi        | Történet: Al Higgins & Gina Yashere & Carla Filisha Tévéjáték: Matt Ross & Ibet Inyang Beneche & Jamarcus Turner    | 2022. január 3. 2022. október 1.          | 5,21 millió |
| 49.  | 11. | Buszba zárt szerelem (Cats in a Bathtub)              | Beth McCarthy-Miller | Történet: Al Higgins & Gina Yashere & Gloria Bigelow Tévéjáték: Nathan Chetty & Marla Dumont & Dave Pilson          | 2022. január 17. 2022. október 2.         | 5,49 millió |
| 50.  | 12. | A két végén égő gyertya (Your Beans are Flatlining)   | Kristy Cecil         | Történet: Al Higgins & Gina Yashere & Ibet Inyang Beneche Tévéjáték: Matt Ross & Carla Filisha & Jamarcus Turner    | 2022. január 24. 2022. október 2.         | 5,86 millió |
| 51.  | 13. | A vonakodó családalapító (One Man, No Baby)           | Rhiannon O'Harra     | Történet: Al Higgins & Gina Yashere & Marla Dumont Tévéjáték: Nathan Chetty & Gloria Bigelow & Dave Pilson          | 2022. február 28. 2022. október 8.        | 5,50 millió |
| 52.  | 14. | Ha kirepül egy fióka (Every Subpoena is a Tiny Hug)   | Beth McCarthy-Miller | Történet: Al Higgins & Gina Yashere & Jamarcus Turner Tévéjáték: Carla Filisha & Ibet Inyang Beneche & Marla Dumont | 2022. március 7. 2022. október 8.         | 5,71 millió |
| 53.  | 15. | Benne leszünk a tévében (Compress to Impress)         | Beth McCarthy-Miller | Történet: Chuck Lorre & Al Higgins & Gina Yashere Tévéjáték: Matt Ross & Gloria Bigelow & Dave Pilson               | 2022. március 14. 2022. október 9.        | 5,71 millió |
| 54.  | 16. | Ha egy üzlet beindul (I'll Sleep When I'm Dead)       | Beth McCarthy-Miller | Történet: Al Higgins & Gina Yashere & Ibet Inyang Beneche Tévéjáték: Nathan Chetty & Carla Filisha & Marla Dumont   | 2022. március 21. 2022. október 9.        | 5,40 millió |
| 55.  | 17. | Bajos anyós (Inappropriate Nakedness)                 | Beth McCarthy-Miller | Történet: Al Higgins & Gina Yashere & Jamarcus Turner Tévéjáték: Matt Ross & Ibet Inyang Beneche & Dave Pilson      | 2022. március 28. 2022. október 15.       | 5,13 millió |
| 56.  | 18. | Családi segítség (Greasy Underdog)                    | Beth McCarthy-Miller | Történet: Al Higgins & Gina Yashere & Carla Filisha Tévéjáték: Nathan Chetty & Gloria Bigelow & Marla DuMont        | 2022. április 18. 2022. október 15.       | 4,97 millió |
| 57.  | 19. | Ne legyetek önmagatok! (Who Raised You)               | Beth McCarthy-Miller | Történet: Al Higgins & Gina Yashere & Nathan Chetty Tévéjáték: Matt Ross & Ibet Inyang Beneche & Jamarcus Turner    | 2022. május 2. 2022. október 16.          | 5,40 millió |
| 58.  | 20. | A vér szava (Wrangling a Greased Pig)                 | Beth McCarthy-Miller | Történet: Al Higgins & Gina Yashere & Carla Filisha Tévéjáték: Matt Ross & Gloria Bigelow & Dave Pilson             | 2022. május 9. 2022. október 16.          | 5,14 millió |
| 59.  | 21. | Mi leszel, ha nagy leszel? (A Little Slap and Tickle) | Beth McCarthy-Miller | Történet: Al Higgins & Gina Yashere & Marla DuMont Tévéjáték: Carla Filisha & Ibet Inyang Beneche & Jamarcus Turner | 2022. május 16. 2022. október 22.         | 5,33 millió |
| 60.  | 22. | Egy kis extra (Beard In Her Pulpit)                   | Beth McCarthy-Miller | Történet: Al Higgins & Gina Yashere & Matt Ross Tévéjáték: Nathan Chetty & Gloria Bigelow & Marla DuMont            | 2022. május 23. 2022. október 22.         | 5,70 millió |

## 4. évad (2022-2023)
| Sor. | Év. | Cím                                                            | Rendező              | Író | Premier                                | Nézettség   |
| ---- | --- | -------------------------------------------------------------- | -------------------- | --- | -------------------------------------- | ----------- |
| 61.  | 1.  | Hozzáért a szent kéz (Touched by a Holy Hand)                  | Beth McCarthy-Miller | Történet: Al Higgins & Gina Yashere & Matt Ross Tévéjáték: Carla Filisha & Nathan Chetty & Ibet Inyang Beneche         | 2022. szeptember 19. 2023. október 14. | 4,44 millió |
| 62.  | 2.  | Biblia a bordélyban (Bibles to Brothels)                       | Beth McCarthy-Miller | Történet: Al Higgins & Gina Yashere & Marla DuMont Tévéjáték: Gloria Bigelow & Dave Pilson & Jamarcus Turner           | 2022. szeptember 26. 2023. október 14. | 4,73 millió |
| 63.  | 3.  | Az amcsik és az álmaik (Americans and Their Dreams)            | Beth McCarthy-Miller | Történet: Chuck Lorre & Gina Yashere & Matt Ross Tévéjáték: Carla Filisha & Ibet Inyang Beneche & Sam Mohamed Elhindi  | 2022. október 3. 2023. október 15.     | 5,08 millió |
| 64.  | 4.  | A belső főnök (Inner Boss Bitch)                               | Beth McCarthy-Miller | Történet: Chuck Lorre & Gina Yashere & Matt Ross Tévéjáték: Carla Filisha & Dave Pilson & Jamarcus Turner              | 2022. október 10. 2023. október 15.    | 4,79 millió |
| 65.  | 5.  | Az elutasított Dele (Kicked Outta the Dele Club)               | Beth McCarthy-Miller | Történet: Chuck Lorre & Gina Yashere & Matt Ross Tévéjáték: Nathan Chetty & Gloria Bigelow & Marla DuMont              | 2022. október 17. 2023. október 21.    | 5,07 millió |
| 66.  | 6.  | Két rozsdás traktor (Two Rusty Tractors)                       | Beth McCarthy-Miller | Történet: Chuck Lorre & Gina Yashere & Matt Ross Tévéjáték: Nathan Chetty & Ibet Inyang Beneche & Sam Mohamed Elhindi  | 2022. október 24. 2023. október 21.    | 5,45 millió |
| 67.  | 7.  | Apád királysága (Your Father's Kingdom)                        | Beth McCarthy-Miller | Történet: Chuck Lorre & Gina Yashere & Carla Filisha Tévéjáték: Matt Ross & Marla DuMont & Dave Pilson                 | 2022. november 14. 2023. október 22.   | 4,59 millió |
| 68.  | 8.  | Kölni és kecskehús (Estée Lauder and Goat Meat)                | Beth McCarthy-Miller | Történet: Chuck Lorre & Gina Yashere & Matt Ross Tévéjáték: Nathan Chetty & Ibet Inyang Beneche & Gloria Bigelow       | 2022. november 21. 2023. október 22.   | 5,13 millió |
| 69.  | 9.  | Tétlen nigériaiak (Idle Nigerians)                             | Beth McCarthy-Miller | Történet: Chuck Lorre & Gina Yashere & Matt Ross Tévéjáték: Carla Filisha & Marla DuMont & Jamarcus Turner             | 2022. december 5. 2023. október 28.    | 4,89 millió |
| 70.  | 10. | Afro és Peugeot (An Afro and a Peugeot)                        | Beth McCarthy-Miller | Történet: Chuck Lorre & Gina Yashere & Matt Ross Tévéjáték: Nathan Chetty & Ibet Inyang Beneche & Sam Mohamed Elhindi  | 2023. január 16. 2023. október 28.     | 4,72 millió |
| 71.  | 11. | Twerk óra (Twerk O' Clock)                                     | Beth McCarthy-Miller | Történet: Gina Yashere & Jesse Jensen Tévéjáték: Gloria Bigelow & Marla DuMont & Dave Pilson                           | 2023. január 23. 2023. október 29.     | 5,84 millió |
| 72.  | 12. | A sikeres ügyvéd fiam (My Successful Lawyer Son)               | Beth McCarthy-Miller | Történet: Matt Ross & Gina Yashere & Carla Filisha Tévéjáték: Nathan Chetty & Ibet Inyang Beneche & Jamarcus Turner    | 2023. február 6. 2023. október 29.     | 5,78 millió |
| 73.  | 13. | A boldog ember lusta (Happy People Are Lazy)                   | Beth McCarthy-Miller | Történet: Gina Yashere & Matt Ross & Jesse Jensen Tévéjáték: Carla Filisha & Dave Pilson & Sam Mohamed Elhindi         | 2023. február 13. 2023. november 4.    | 5,63 millió |
| 74.  | 14. | Jegeld a lábujjat (Put that Toe on Ice)                        | Beth McCarthy-Miller | Történet: Matt Ross & Gina Yashere & Nathan Chetty Tévéjáték: Gloria Bigelow & Marla DuMont & Jamarcus Turner          | 2023. február 27. 2023. november 4.    | 5,56 millió |
| 75.  | 15. | Minden szereplő gonosztevő (Every Character Is the Villain)    | Beth McCarthy-Miller | Történet: Gina Yashere & Matt Ross & Gloria Bigelow Tévéjáték: Ibet Inyang Beneche & Dave Pilson & Sam Mohamed Elhindi | 2023. március 13. 2023. november 5.    | 4,99 millió |
| 76.  | 16. | Hmm, frissen gyártott zoknik! (Mmm, Fresh Baked Sock!)         | Beth McCarthy-Miller | Történet: Chuck Lorre & Matt Ross & Gina Yashere Tévéjáték: Carla Filisha & Marla DuMont & Jamarcus Turner             | 2023. március 20. 2023. november 5.    | 5,09 millió |
| 77.  | 17. | Soha többé nem bendzsózom (I'll Never Play Banjo Again)        | Beth McCarthy-Miller | Történet: Chuck Lorre & Gina Yashere & Matt Ross Tévéjáték: Nathan Chetty & Ibet Inyang Beneche & Dave Pilson          | 2023. április 10. 2023. november 11.   | 4,55 millió |
| 78.  | 18. | 100 köbcenti jóképűség (A Hundred CCs of Handsome)             | Beth McCarthy-Miller | Történet: Matt Ross & Gina Yashere & Sam Mohamed Elhindi Tévéjáték: Carla Filisha & Gloria Bigelow & Marla DuMont      | 2023. április 17. 2023. november 11.   | 4,49 millió |
| 79.  | 19. | Törődj a magad dolgával! (Keep That Under Your Gele)           | Beth McCarthy-Miller | Történet: Gina Yashere & Matt Ross & Gloria Bigelow Tévéjáték: Ibet Inyang Beneche & Dave Pilson & Jamarcus Turner     | 2023. május 1. 2023. november 11.      | 4,76 millió |
| 80.  | 20. | A méhemből jött zseni (The Genius Who Fell Out of my Womb)     | Beth McCarthy-Miller | Történet: Matt Ross & Gina Yashere & Jamarcus Turner Tévéjáték: Nathan Chetty & Carla Filisha & Sam Mohamed Elhindi    | 2023. május 8. 2023. november 12.      | 4,41 millió |
| 81.  | 21. | Sárga lap (Take Two Yellows and Go to Bed)                     | Beth McCarthy-Miller | Történet: Gina Yashere & Matt Ross & Nathan Chetty Tévéjáték: Gloria Bigelow & Marla DuMont & Dave Pilson              | 2023. május 15. 2023. november 12.     | 4,35 millió |
| 82.  | 22. | A középszer ismeretlen vizein (Uncharted Waters of Mediocrity) | Beth McCarthy-Miller | Történet: Matt Ross & Gina Yashere Tévéjáték: Jamarcus Turner & Sam Mohamed Elhindi                                    | 2023. május 22. 2023. november 12.     | 4,77 millió |

## 5. évad (2024)
| Sor. | Év. | Cím                                                                        | Rendező              | Író | Premier                              | Nézettség   |
| ---- | --- | -------------------------------------------------------------------------- | -------------------- | --- | ------------------------------------ | ----------- |
| 83.  | 1.  | Macskagyilkos (Kill the Cat)                                               | Beth McCarthy-Miller | Történet: Chuck Lorre és Gina Yashere Tévéjáték: Matt Ross és Carla Filisha                                            | 2024. február 12. 2024. november 16. | 5,21 millió |
| 84.  | 2.  | Egy tisztelettudó fiú halott tekintete (The Dead Eyes of a Respectful Son) | Beth McCarthy-Miller | Történet: Chuck Lorre és Gina Yashere Tévéjáték: Matt Ross és Carla Filisha                                            | 2024. február 19. 2024. november 16. | 4,81 millió |
| 85.  | 3.  | Az ördög verme (The Devil's Hot Tub)                                       | Beth McCarthy-Miller | Történet: Chuck Lorre és Gina Yashere Tévéjáték: Dave Pilson és Sam Mohamed Elhindi                                    | 2024. február 26. 2024. november 23. | 4,68 millió |
| 86.  | 4.  | A szívroham-fiúk (The Heart Attack Boys)                                   | Phill Lewis          | Történet: Gina Yashere és Marla DuMont Tévéjáték: Carla Filisha és Kelly Farrell                                       | 2024. március 4. 2024. november 23.  | 4,68 millió |
| 87.  | 5.  | Tayo színre lép (Tayo Time)                                                | Phill Lewis          | Történet: Matt Ross és Gina Yashere Tévéjáték: Carla Filisha és Opey Olagbaju                                          | 2024. március 4. 2024. november 30.  | 4,45 millió |
| 88.  | 6.  | Egy kanálnyi apa (A Tablespoon of Dad)                                     | Phill Lewis          | Történet: Matt Ross és Gina Yashere Tévéjáték: Ibet Inyang Beneche és Jesse Jensen                                     | 2024. március 11. 2024. november 30. | 4,30 millió |
| 89.  | 7.  | Megéri a tetű (Worth the Cooties)                                          | Rhiannon O'Harra     | Történet: Gina Yashere és Jesse Jensen Tévéjáték: Matt Ross és Marla DuMont                                            | 2024. március 18. 2024. december 7.  | 3,73 millió |
| 90.  | 8.  | Az én Michelle Obamám (My Michelle Obama)                                  | Nikki Lorre          | Történet: Matt Ross és Gina Yashere Tévéjáték: Sam Mohamed Elhindi és Opey Alagbaju                                    | 2024. március 25. 2024. december 7.  | 4,27 millió |
| 91.  | 9.  | Szomorú muffin (Sad Cupcakes)                                              | Nikki Lorre          | Történet: Gina Yashere és Kelly Farrell Tévéjáték: Ibet Inyang Beneche és Dave Pilson                                  | 2024. április 1. 2024. december 14.  | 4,17 millió |
| 92.  | 10. | Egy gyémánt csillogjon (Diamonds Are Made to Sparkle)                      | Kristy Cecil         | Történet: Gina Yashere, Carla Filisha és Marla DuMont Tévéjáték: Matt Ross, Ibet Inyang Beneche és Sam Mohamed Elhindi | 2024. április 15. 2024. december 14. | 4,23 millió |
| 93.  | 11. | Az óriások hajlékonyak (These Giants are Flexible)                         | Kristy Cecil         | Történet: Gina Yashere és Matt Ross Tévéjáték: Dave Pilson és Opey Olagbaju                                            | 2024. április 22. 2024. december 21. | 4,09 millió |
| 94.  | 12. | Olu! Kidurrant! (Olu! I Popped!)                                           | Bayo Akinfemi        | Történet: Gina Yashere, Carla Filisha és Marla DuMont Tévéjáték: Matt Ross, Sam Mohamed Elhindi és Opey Alagbaju       | 2024. április 29. 2024. december 21. | 4,25 millió |
| 95.  | 13. | Keresd meg a padod (Find Your Bench)                                       | Rhiannon O'Hara      | Történet: Chuck Lorre, Gina Yashere és Al Higgins Tévéjáték: Matt Ross, Dave Pilson és Marla DuMont                    | 2024. május 6. 2024. december 28.    | 4,86 millió |